# Gertrud Richert
Gertrud Richert (* 24. November 1885 in Groß Strehlitz; † 5. November 1965 in Berlin-Lankwitz) war eine deutsche Romanistin, Hispanistin, Lusitanistin und Kunsthistorikerin.

## Leben und Werk
Gertrud Richert besuchte Schulen in Liebau und Stettin, machte 1907 Abitur in Danzig und studierte Romanische und germanische Philologie in Berlin, Paris und Heidelberg (Staatsexamen 1912). 1913 promovierte sie bei Heinrich Morf und Erich Schmidt über Die Anfänge der romanischen Philologie und die deutsche Romantik (Halle a. S. 1914). Von 1914 bis 1916 war sie im Schuldienst.
Ab 1916 studierte sie Kunstgeschichte in München. Von 1920 bis 1934 hielt sie sich in Spanien auf, vor allem in Barcelona, wo sie ab 1933 deutsche Kunstgeschichte lehrte.  In dieser Zeit arbeitete sie auch an der Ausgabe „Spanien und Portugal“ (1929) der berühmten Baedeker-Reiseführer mit. Von 1935 bis 1950 (inoffiziell bis zu ihrem Tod) war sie als Nachfolgerin von Ingeborg Richarz-Simons Referentin für Spanien, Portugal, Argentinien, Uruguay und Paraguay sowie für Kunstgeschichte im Ibero-Amerikanischen Institut in Berlin.
Von 1937 bis 1944 hielt sie an der Friedrich-Wilhelms-Universität Berlin Vorlesungen über spanische Kunstgeschichte.  Von 1948 bis 1952 lehrte sie an der Pädagogischen Hochschule Berlin, ab 1952 war sie Lektorin für Spanisch und Portugiesisch an der Freien Universität Berlin.
Gertrud Richert  wurde 1942 Korrespondierendes Mitglied der Real Academia de Bellas Artes de San Fernando und der Acadèmia de Bones Lletres de Barcelona.

## Veröffentlichungen (Auswahl)
- Mittelalterliche Malerei in Spanien. Katalanische Wand- und Tafelmalereien, Berlin 1925 (spanisch: La pintura medieval en España. Pinturas murales y tablas catalanas, Barcelona 1926)
- Barcelona, Hamburg/Berlin 1927
- Land und Leute in Spanien, Berlin 1928 (Langenscheidts Handbücher für Auslandskunde)
- mit Gerhard Pommeranz-Liedtke [1909–1974]: Portugal. Aufstrebender Staat am Atlantik, Berlin 1939
- mit Helga Schmidt-Glassner: Portugal, 1942
- Johann Moritz Rugendas. Ein deutscher Maler in Ibero–Amerika, München 1952 (spanisch: Johann Moritz Rugendas. Un pintor alemán en Ibero–América. In: Anales de la Universidad de Chile, 117/118, 1959/1960, S. 311–353).
- La correspondencia del pintor alemán Juan Mauricio Rugendas. In: Boletin de la Academia Chilena de la Historia 19, 2, 1952, S. 137–155; 20, 1, 1953, S. 157–184; 20, 2, 1953, S. 183–209; 21, 1 1954, S. 149–173;  21, 2, 1954, S. 91–148.
- mit Julio Cortés: Manual de la lengua española, Zürich/KölnWien 1954  (Sprachführer)
- Johann Moritz Rugendas. Ein deutscher Maler des 19. Jahrhunderts. Berlin 1959